# 一氧化三氢
一氧化三氢（英語：Trihydrogen oxide）是一种理论预测得到的无机化合物，化学式为H
3O。其作为一种假想的化合物分子，是不稳定多氧化氢类化合物中的一种。据预测，该化合物可能在天王星和海王星的核心周围形成一层薄薄的金属液体，并构成该天体磁场来源。计算表明，在这些行星的深层内部条件下， H3O在固态、超离子态和流体金属状下都很稳定。

## 合成
截至2023年，H3O尚未在实验中观测到，但通过CALYPSO法进行理论计算可以预制其存在。计算表明，H3O在450-600 GPa压力范围内可稳定存在，并可通过下列反应得到：
2H
2O + H
2  →  2H
3O

## 物理性质
此化合物组成不是严格意义上的单个H3O分子，相反，每个氧原子通过共价键仅与两个氢原子相连形成一个水分子，并且在水分子网络的空隙中插入了一个H2分子。因此从结构上来看其分子式为2(H
2O) ·  H
2。
在600 GPa和7000 K下，其预估密度为4.3 g/cm3。以恒定密度条件下对不同温度进行分子动力学模拟显示出一下性质：
- 在1000 K，H
3O晶体为正交晶系，空间群为Cmca。
- 在1250 K，固态H
3O转变为超离子态。
- H
3O在5250 K下发生液化，形成具有类似金属的电导率的液体。

## 天王星和海王星磁场构成
天王星和海王星的磁场很特殊，磁场为非双极磁场且非轴对称。如果磁场是由足够薄的导电层在发电机理论模型下产生的，那这一事实可以得到解释。然而这两种行星的磁场起源仍然存在疑惑，因为这两种行星核可能为坚硬固体，而厚厚的冰层导电性太差，无法产生这种效应。